# Busirafloden
Busirafloden er en flod der løber i Den Demokratiske Republik Congo. Det er det vigtigste tilløb til Ruki-floden, som igen er en biflod til Congofloden. Busira kan ses som en øvre del af Ruki-floden, og er sejlbar året rundt.

## Beliggenhed
Busira-floden dannes 29 km vest for byen Boende, hvor Lomelafloden løber sammen med Tshuapafloden fra venstre. Salongafloden løber ud i Busira 2 km opstrøms fra Lotoko. Momboyo-floden slutter sig til Busira-floden fra venstre for at danne Rukifloden oven for Ingende. Busira er 305 km lang, og hele Ruki-Busira-vandvejen er 408 km lang.
Ruki-Busira kan besejles året rundt, da dybden altid er mere end 1 meter og når 2 meter i oversvømmelsesperioden. Højvande er i marts-april og november. Lavvande er i februar og juni-juli. Landsbyerne Lingunda, Boleke, Bokote og Loolo ligger langs Busira-floden. Disse har markeder for vilde dyr og for skovprodukter fra den nærliggende Salonga Nationalpark. De er hovedkilden til bushmeat på markederne i Mbandaka, hvor Ruki-floden løber sammen med Congofloden.

## Miljø
Busira dannes i hjertet af den centrale lavning i Congobassinet. Nedbøren er i gennemsnit 2.0000 mm om året uden tørsæson. Bifloderne Tshuapa og Lomela løber begge gennem brede sumpområder. Der er sumpe langs Busira og Momboyo, før de løber sammen for at danne Ruki. Sumpene dækker 55.000 hektar ved Busira mellem 19°00'E og 19°27'E. Busira-flodens vand løber gennem de oversvømmede Mbandaka-skove og oversvømmer et areal på 925 km2.
Der er savanner og små urteagtige lysninger på sandet eller leret jord, langs Busira-flodens kanaler. De er adskilt fra floden af en stribe galleriskov. De dannes på gamle sandbanker eller udtørrede laguner, der blev efterladt, da floden ændrede kurs. Vegetationen er domineret af græsarten Hyparrhenia diplandra. Savannaerne er overgangsbestemte og forsvinder gradvist, efterhånden som de invaderes af skoven.

## Kolonitiden
Fra 1. januar 1894 havde Société anonyme belge pour le commerce du Haut-Congo (SAB) 83 fabrikker og handelsstationer, herunder nogle i det franske territorium vest for Congo- og Ubangi-floderne. Et kort viser, at virksomheden havde poster langs den øvre Ruki-flod ved Bilakamba, Bombimba, Bussira Manene, Moniaca, Bocoté og Yolongo. Det havde også en post ved Bomputu ved Lengué (Salonga)-floden og poster ved Balalondzy, Ivulu og Ivuku ved Momboyo-floden.
Compagnie du Congo pour le Commerce et l'Industrie (CCCI) fik ret til 150.000 hektar jord til gengæld for deres tjenester i forbindelse med undersøgelsen forud for Matadi-Léopoldville-jernbaneprojektet, og en lang række selskaber arbejdede i området.